# Aleksandar Bugarski
Aleksandar Bugarski (v srbské cyrilici Александар Бугарски; 1835 Prešov, Rakousko – 11. srpna 1891 Bělehrad, Srbsko) byl srbský architekt, který se na konci 19. století zapsal do rozvoje některých srbských měst.

## Biografie
Narodil v roce 1835 v Prešově do inženýrské rodiny. Jeho otec Jovan Bugarski se po narození svého syna odstěhoval na zpět z Uher do Srbska,kde roku 1842 získal občanství. Poté žil po nějakou dobu v Novém Sadu, kde Aleksandar studoval na gymnáziu. Později studoval také v Budapešti. V letech 1859 začal pracovat jako architekt; v letech 1869–1870 pracoval na Ministerstvu výstavby v Bělehradě. Po nějakou dobu žil a pracoval také v Rakousko-Uhersku. Vyprojektoval celou řadu významných bělehradských budov; např. Národní divadlo, Starý palác (dnes sídlo bělehradského magistrátu), 126 veřejných i soukromých objektů, dále Dům červeného kříže, lékárnu Delini na Zeleném venci, budovu bývalého Ministerstva školství, dům Vukovy nadace apod. V Loznici a Ritopeku navrhl několik kostelů. Dva domy zrealizoval i na území dnešního Rakouska. Navrhl rovněž park Kalemegdan, který byl zřízen po odchodu turecké posádky a přestavby původní pevnosti na park.